# Diocèse de Bandung
Le diocèse de Bandung (en latin : Dioecesis Bandungensis) est une Église particulière de l'Église catholique en Indonésie, dont le siège est à Bandung, capitale de Java occidental.

## Histoire
La préfecture apostolique de Bandung a été créée le 20 avril 1932 par séparation du vicariat apostolique de Batavia. Le 16 octobre 1941, la préfecture apostolique est devenue le diocèse de Bandung, diocèse suffragant de l'archidiocèse de Jakarta.
Le siège de l'évêché est la cathédrale Saint-Pierre de Bandung.

## Organisation
Le diocèse de Bandung couvre le territoire de la province de Java occidental.
Le diocèse compte 23 paroisses reparti en 6 Doyennés (christianisme):
- Kacimeka
- Palem suci
- Sarimawartoba
- Kata Bapa
- Est
- Sud

## Liste des ordinaires du diocèse

### Préfet apostolique
- Giacomo Umberto Goumans, O.S.C. (1932-1941), nommé vicaire apostolique

### Vicaires apostolique
- Giacomo Umberto Goumans, O.S.C. (1941-1952), précédemment préfet apostolique
- Pierre Marin Arntz, O.S.C. (1952-1961), nommé 1er évêque du diocèse

### Évêques
- Pierre Marin Arntz, O.S.C. (1961-1984), précédemment vicaire apostolique
- Alexander Djajasiswaja, (1984-2006)
- Johanes Maria Pujasumarta (2008-2010)
- Vacant (12 novembre 2010 - 3 juin 2014)
- Antonius Subianto Bunyamin, O.S.C. (depuis le 3 juin 2014)

## Source
Catholic-Hierarchy